# Rafael Forster
Rafael Forster (sinh 23 tháng 7 năm 1990) là một cầu thủ bóng đá Brazil thi đấu ở vị trí hậu vệ trái cho Ludogorets Razgrad ở Bulgarian First League.

## Sự nghiệp câu lạc bộ
Sinh ra ở São José, Santa Catarina, Rafael Forster giành vị trí tốt nghiệp trẻ Internacional. Ngày 1 tháng 3 năm 2010 anh được cho mượn đến Náutico, ra mắt năm đó tại Campeonato Pernambucano.
Sau khi đại diện Audax São Paulo và Audax Rio de Janeiro, Rafael Forster ký hợp đồng với Brasil de Pelotas ngày 12 tháng 3 năm 2013. Sau màn trình diễn ấn tượng, anh gia nhập Goiás ngày 20 tháng 4 năm 2015.
Rafael Forster ra mắt tại Série A ngày 10 tháng 5, ra sân từ đầu trong trận hòa 0–0 sân khách trước Vasco.
Ngày 30 tháng 8 năm 2017, Forster ký hợp đồng với nhà vô địch Bulgaria Ludogorets Razgrad.